# Lindorm Liljefors
Lindorm Adolf Liljefors, född 18 september 1909 i Ytterjärna i Södermanland, död 20 februari 1985 i Skyttorp i Uppland, var en svensk målare, tecknare och skulptör. 
Lindorm Liljefors var son till Bruno Liljefors. Efter läroverksstudier i Uppsala studerade han 1928–1934 vid Konstakademien där han hade Alfred Bergström och Wilhelm Smith som lärare. 1934 företog han en studieresa till Frankrike och Italien. Liljefors följde sin far både i motivval och syn på naturen. Han målade Jägare med hundar, Kråkor på isen, Grävlingfamilj, Änder vid vak, hästar i arbete, skogsinteriörer med mera. Som skulptör ägnade han sig särskilt åt framställningar av människor och djur i rörelse. Liljefors var en passionerad jägare och hundvän och skrev artiklar om djur och jakt i tidskriften Svensk jakt.